# Комиссаровский
Комиссаровский — посёлок в Жиздринском районе Калужской области России. Входит в состав сельского поселения «Село Совхоз Коллективизатор».

## География
Комиссаровский находится в южной части Калужской области, в зоне хвойно-широколиственных лесов, в пределах юго-западных склонов Среднерусской возвышенности.  

### Климат
Климат характеризуется как умеренно континентальный, с тёплым летом и умеренно морозной снежной зимой. Среднегодовая многолетняя температура воздуха составляет 4 — 4,6 °С. Средняя температура воздуха самого тёплого месяца (июля) — 18,3 °C (абсолютный максимум — 37 °C); самого холодного (января) — −9 — −8 °C (абсолютный минимум — −45 °C). Безморозный период длится в среднем 149 дней. Среднегодовое количество атмосферных осадков составляет 654 мм, из которых 441 мм выпадает в период с апреля по октябрь. Снежный покров держится в течение 130—145 дней.

## Население
| 2002 | 2010 |
| ---- | ---- |
| 12   | ↘2   |

### Национальный состав
Согласно результатам переписи 2002 года, в национальной структуре населения русские составляли 100 % из 12 чел.

## Транспорт
Лесная дорога. 